# Mitigação
A mitigação, 
Em meio-ambiente, consiste em intervenções visando reduzir ou remediar os impactos ambientais nocivos da atividade humana. Também se refere ao ato de suavizar os efeitos de um evento.
Em informática, principalmente na gerência de projetos de software, o plano de mitigação inclui procedimentos para amenizar ou eliminar a ocorrência dos riscos impactantes no projeto.

## Mitigação em Avaliação de Impacto Ambiental
As medidas de mitigação incluem:
- Medidas preventiva;
- Medidas maximizadoras;